# Banconyx
Banconyx is een geslacht van hooiwagens uit de familie Assamiidae.
De wetenschappelijke naam Banconyx is voor het eerst geldig gepubliceerd door Lawrence in 1947. 

## Soorten
Banconyx is monotypisch en omvat slechts de volgende soort:
- Banconyx dentichelis